# Stor-Hustjärnskogens naturreservat
Stor-Hustjärnskogens naturreservat är ett marint naturreservat i Örnsköldsviks kommun i Västernorrlands län.
Området är naturskyddat sedan 2023 och är 36 hektar stort. Reservatet omfattar södra delen av Stor-Hustjärnen fram till norra höjderna av Hannsjöliden/Myrbohöjde. Det består av äldre grandominerad skog med sumpskog med mindre stråk med myrmark närmast tjärnen.